# Joseph Boze
Pour les articles homonymes, voir Boze.
Joseph Boze, né à Martigues le 7 février 1745, mort à Paris le 17 janvier 1826, est un peintre de portraits et pastelliste français.

## Biographie
Joseph Boze, né dans une famille de marins, est le fils du capitaine de navire Jean-François Boze, qui commandera aux Îles du Vent et deviendra consul dans l'île de Malte, et de Jeanne Ursule Vidal.
Dès l’enfance, il montre des dispositions pour le dessin et entre à 17 ans à l’école pratique de dessin de Marseille. Selon le biographe Volcy-Boze, il suit à Paris l’enseignement de Maurice Quentin de la Tour.
Nommé peintre breveté de la guerre sous Louis XVI, il fait sa carrière en réalisant plusieurs portraits des membres de la cour dont celui du roi qui sera interprété en gravure par Jean-César Macret. Sous la Révolution, il peint plusieurs membres du Tiers état et de la Convention notamment ceux de Mirabeau, Robespierre et Marat. 
Après avoir témoigné lors du procès en faveur de Marie-Antoinette, il est arrêté et est enfermé à la Conciergerie. La chute de Robespierre lui évite l’échafaud. À sa libération, il part pour la Hollande et ensuite pour l’Angleterre. Il revient à Paris en 1798 et continue sa carrière jusqu’en 1826, date de sa mort.
Il était logé, en 1814, au « musée des Artistes » à la Sorbonne

## Vie privée
De son union en 1770 avec Françoise Madeleine Clétiez (1751-1835) sont nés :
- Marie Claudine Ursule (1771-1850) ;
- Antoine Charles (en 1773) ;
- Madeleine Éléonore (en 1775) ;
- Jeanne-Sophie (1776-1859), qui épousera en 1800 le commissaire des guerres Antoine de Leymerie et sera la mère du minéralogiste Alexandre Leymerie (1801-1878) ;
- Pierrette Françoise Reine, dite Fanny (1779-1857) ;
- Victoire Ursule Madeleine (1785-1871), harpiste ;
- Madeleine Marie Joséphine (née en 1787) ;
- Antoine Joseph (né en 1791).

## Œuvres
- Autoportrait, 1782, pastel sur papier bleu, 68 57cm, musée du Louvre, Paris ;
- Portrait de madame Joseph Boze, Françoise Boze, pastel sur papier gris-bleu marouflées sur toile de 65,4 cm sur 81,8 cm, musée du Louvre, Paris ;
- Portrait de Pierre-Charles Bonnefoy du Plan, garde des meubles de la Reine Marie-Antoinette et concierge du Petit Trianon (1732-1824), 1783, pastel sur papier bleu marouflé sur toile de 64,9 × 54,1 cm, Versailles, musée des châteaux de Versailles et de Trianon. Ce portrait fut précédemment attribué à Joseph Ducreux ;
- Louis-Antoine de Bourbon, duc d'Angoulême, 1785, huile sur toile, San Francisco, musée des Beaux-Arts, palais californien de la Légion d'Honneur (don de Grace Hamilton Kelham en 1962) ;
- Portrait du négociant bordelais Pierre-Paul Nairac en 1786[2] ;
- Portrait de Camille Desmoulins, vers 1790, musée des Beaux-Arts de Chartres ;
- Portrait de Pétion, président de la Convention Nationale, huile sur toile, 1792, collection particulière ;
- Un Général de la Révolution, 1791-1794, huile sur toile, Paris, Musée Carnavalet, (achat de la ville de Paris en 1897) ;
- Le Général Bonaparte et son chef d’état-major le général Berthier à la bataille de Marengo, avec la collaboration de Robert Lefèvre et de Carle Vernet, huile sur toile, 289 × 232 cm, Paris, Fondation Napoléon.

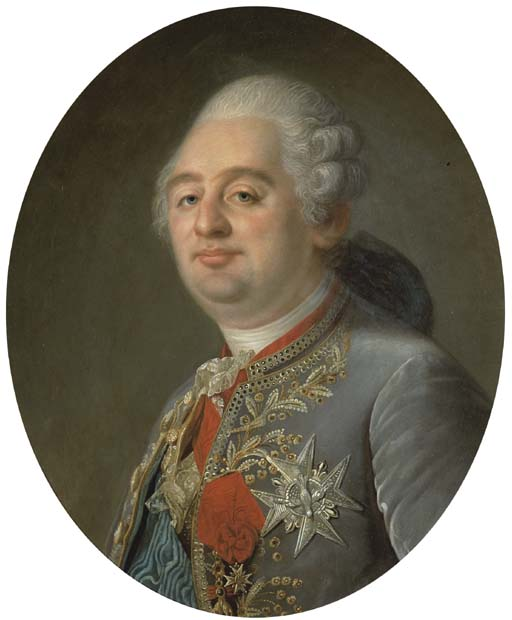
Louis XVI.
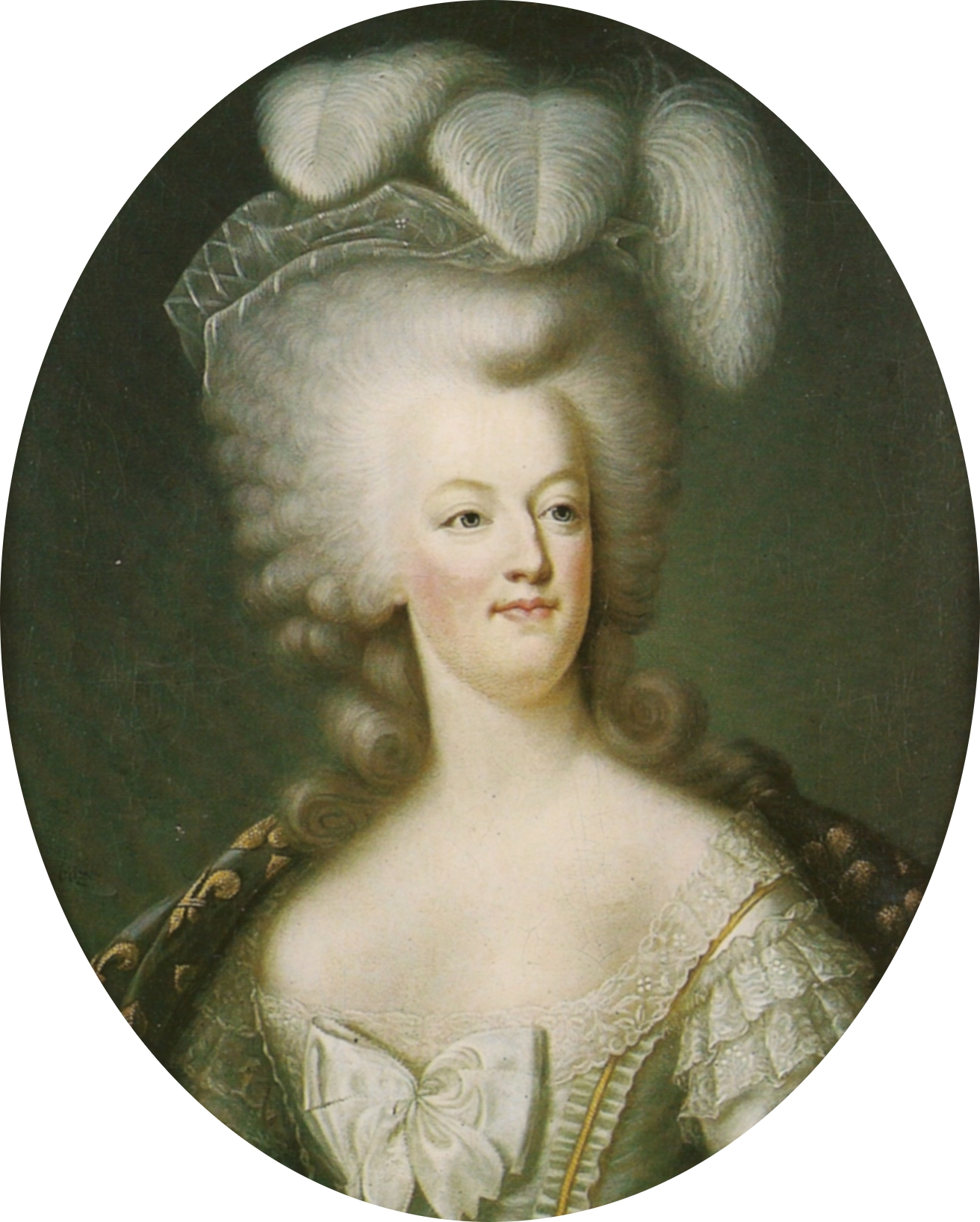
Marie-Antoinette.
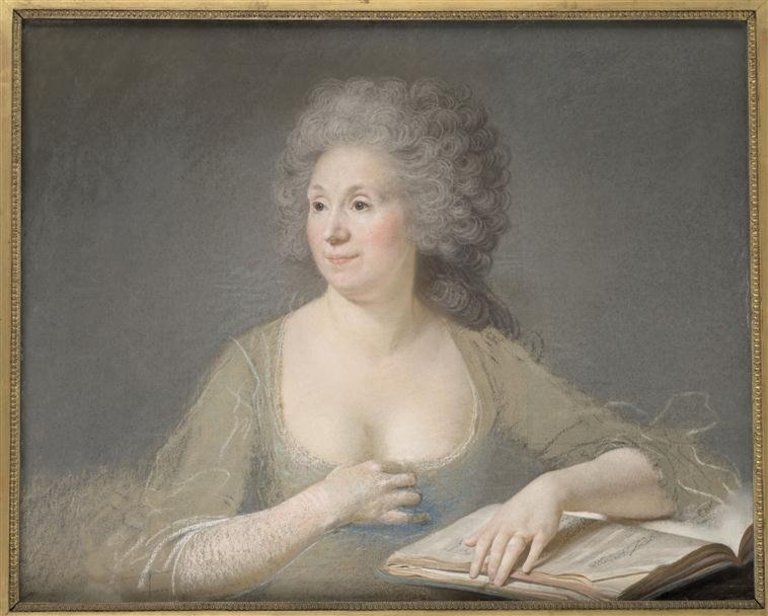
Françoise Boze, femme de Joseph Boze.
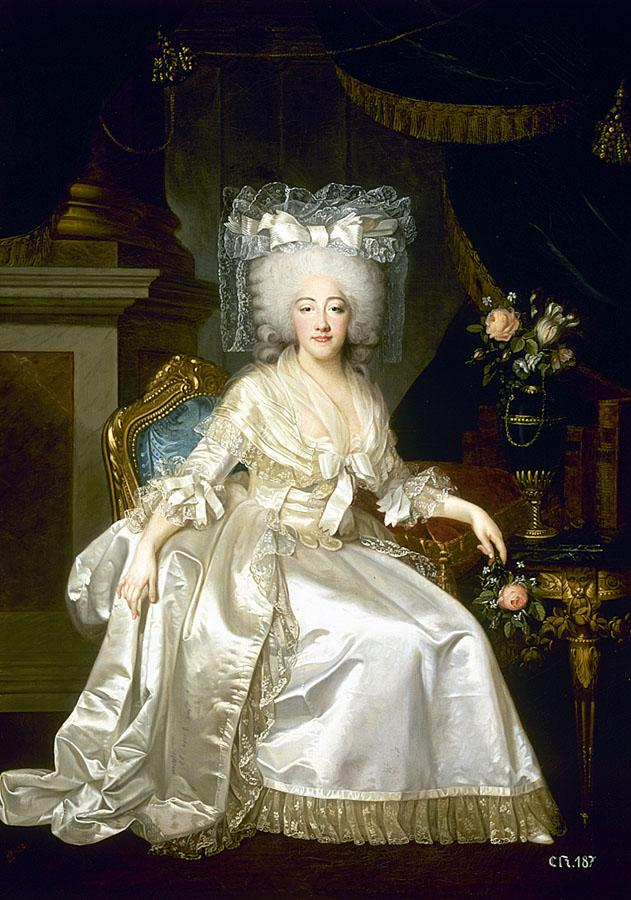
Joseph Boze en collaboration avec Robert Lefèvre, portrait de Marie-Joséphine-Louise de Savoie, comtesse de Provence (1786).
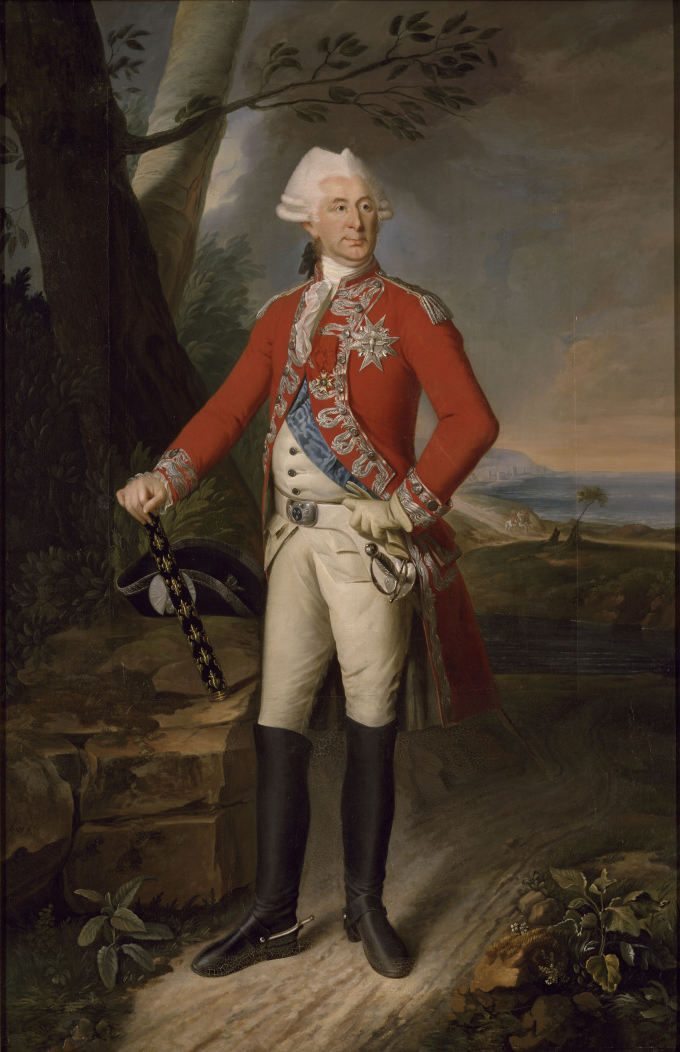
le maréchal de Castries.
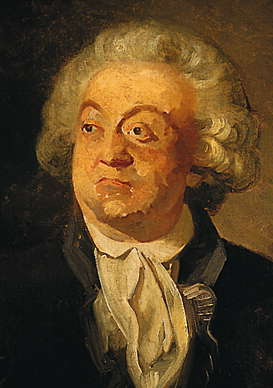
Esquisse pour le portrait de Mirabeau de Boze.
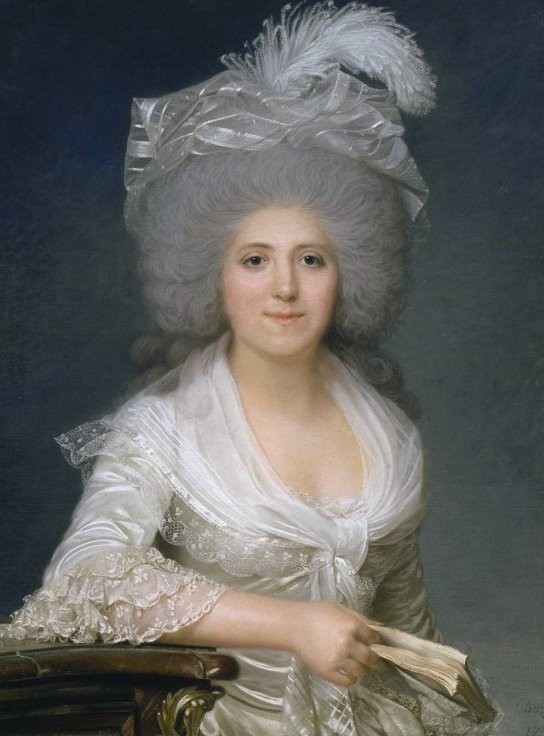
madame Campan.
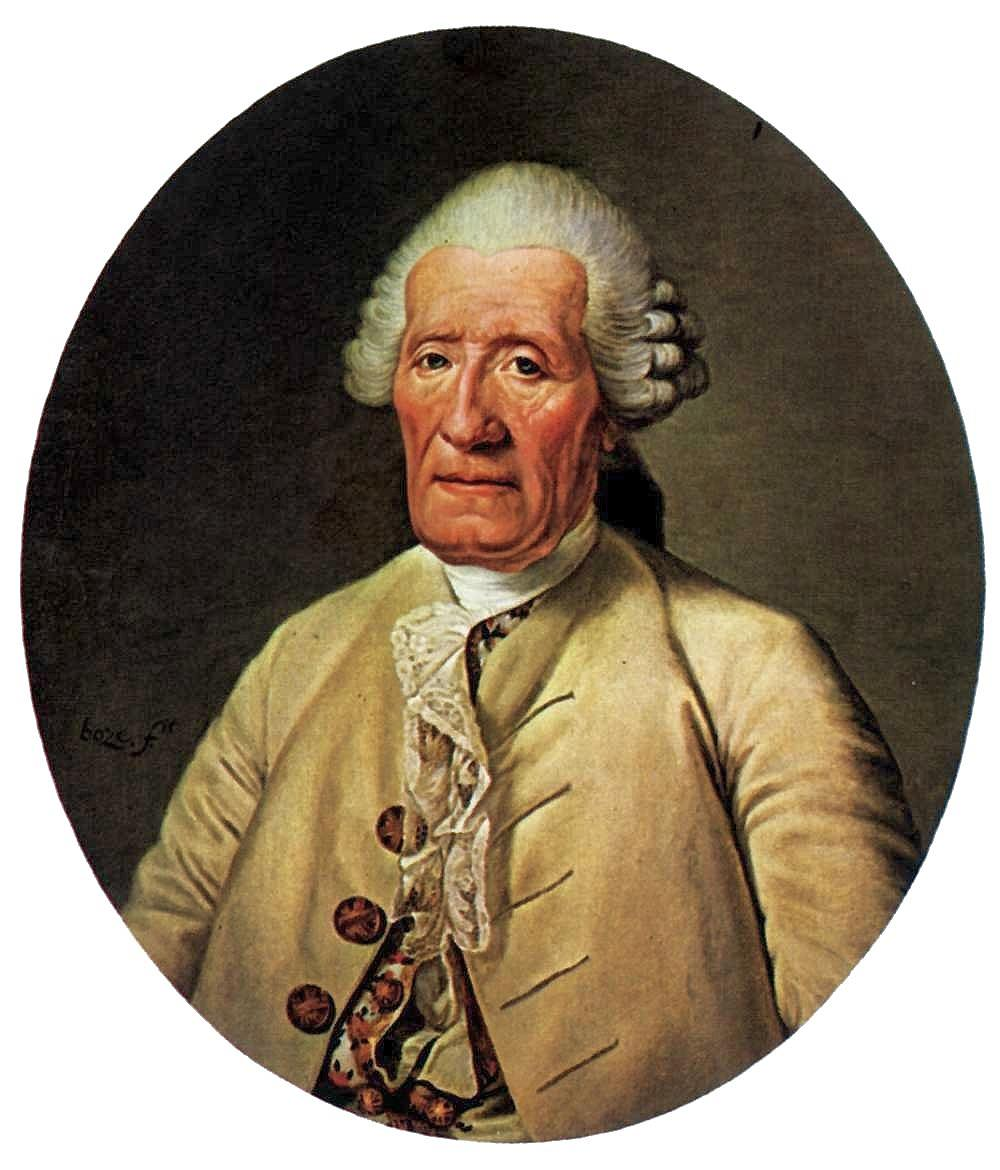
Jacques de Vaucanson.
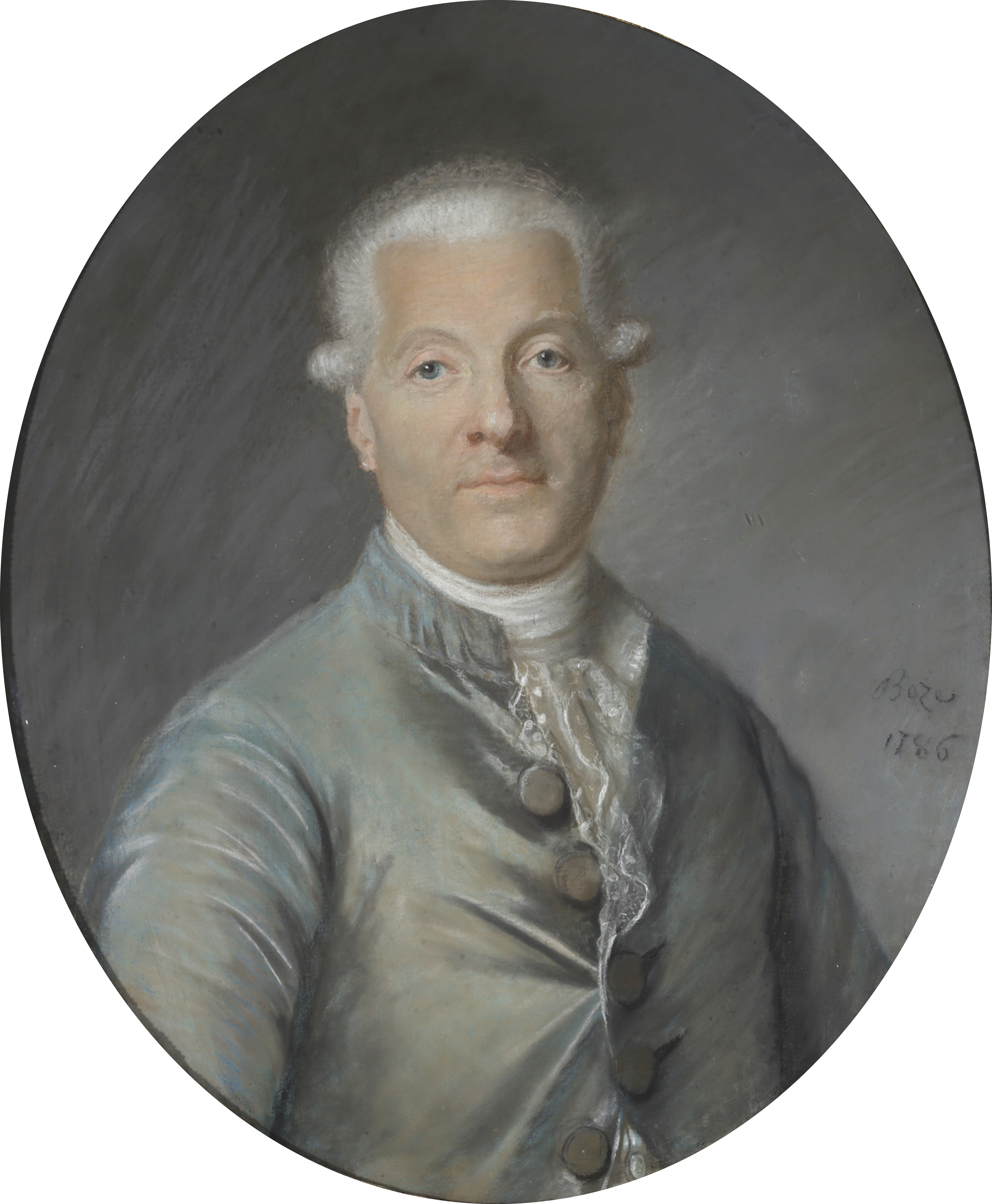
Pierre-Paul Nairac (1732-1812)
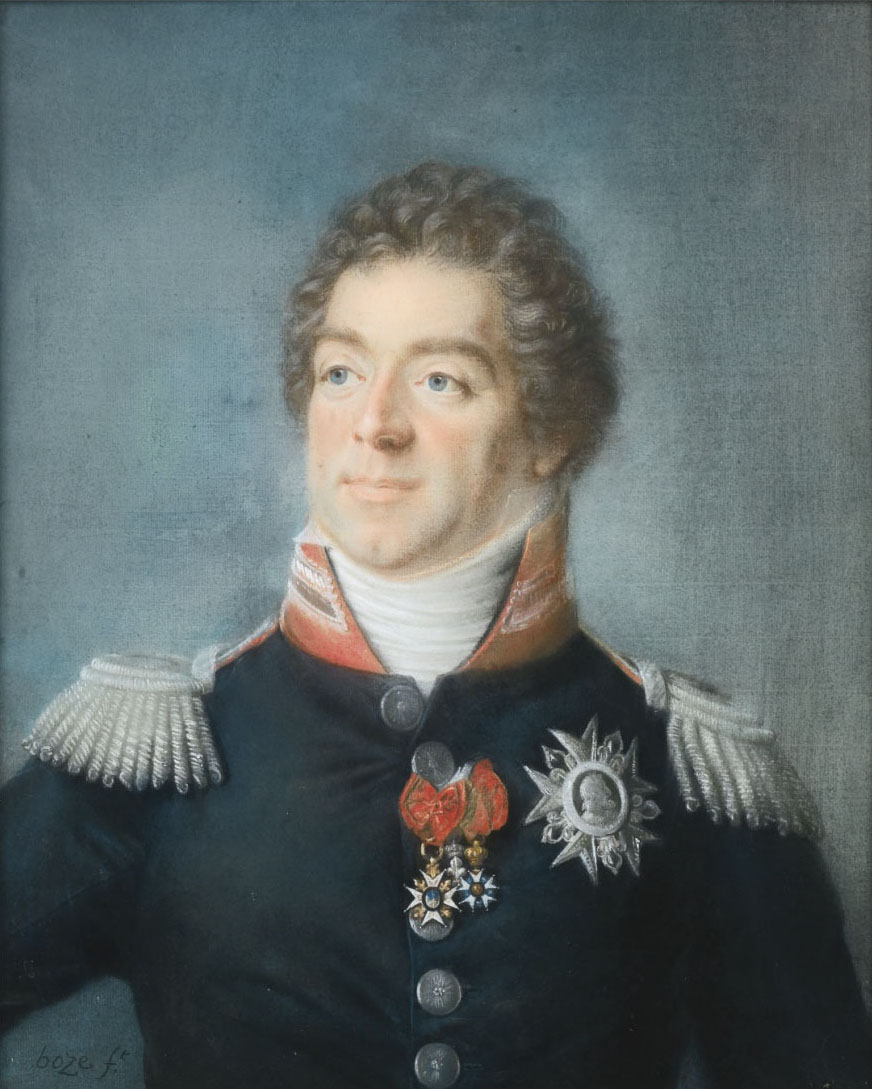
le Maréchal Berthier.
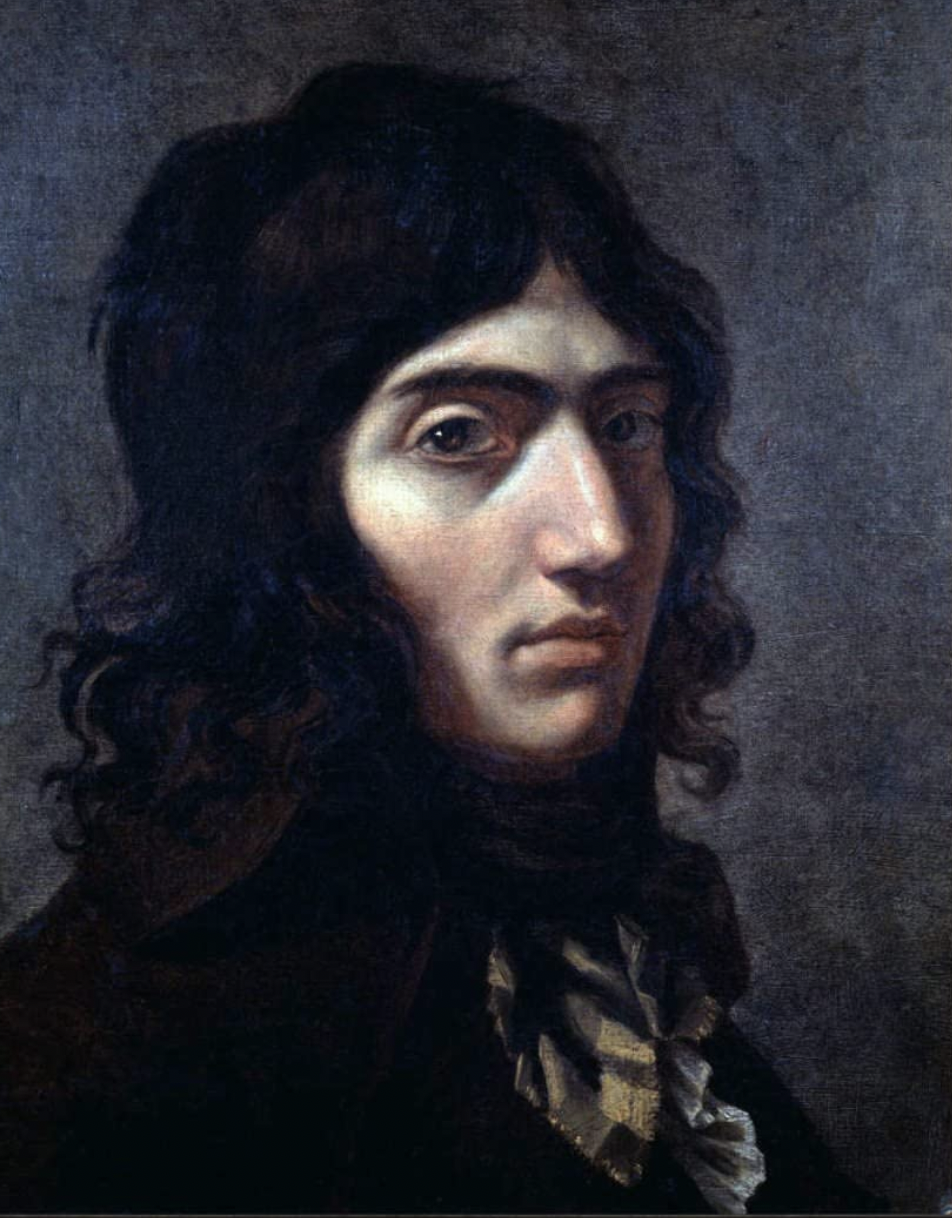
Camille Desmoulins, vers 1790, musée des Beaux-Arts de Chartres.

## Anecdote
En juin 1782 Boze fit l’essai, avec l’aide de Jacques de Vaucanson, d’un frein sur un véhicule hippomobile. Plusieurs localités escarpées furent choisies pour cette expérience : Chaillot, puis Le Pecq.